# Lucas Oil Stadium
Il Lucas Oil Stadium, soprannominato The Luke, è uno stadio situato a Indianapolis, Indiana. Inaugurato il 16 agosto 2008, sostituisce l'RCA Dome come stadio di casa degli Indianapolis Colts della NFL e degli Indy Eleven della USL Championship.
Il 28 febbraio 2006 la compagnia petrolifera Lucas Oil acquistò i diritti di denominazione dello stadio per una cifra di 120 milioni di dollari per un periodo di oltre 20 anni. Precedentemente la struttura veniva chiamata Indiana Stadium.

## Storia e descrizione
La prima partita NFL giocata presso lo stadio è stato il primo Sunday Night della stagione 2008, con i Colts che hanno ospitato i Chicago Bears nella rivincita del Super Bowl XLI il 7 settembre 2008. I Bears vinsero 29 a 13.
Il 13 settembre 2008 il cantante country Kenny Chesney ha tenuto il primo concerto in questo stadio.
Nel 2010 e nel 2015 ha ospitato le Final Four del campionato di basket universitario NCAA, mentre nel 2021 ha ospitato non solo le Final Four ma anche altri incontri già a partire dal primo turno.
Il 5 febbraio 2012 si è disputato qui il Super Bowl XLVI tra New York Giants e New England Patriots, vinto dalla franchigia newyorkese.